# Susana Strachan
Susana Strachan es una misionera británica, cofundadora, junto a su esposo el también misionero Enrique Strachan, de distintas instituciones en Latinoamérica.
Graduada en el 'Harley College de Londres, en su estancia en la Argentina fundó la Liga de Mujeres Evangélicas y la revista Guía del Hogar. Además, fue cofundadora del Hospital Clínica Bíblica (San José de Costa Rica y el Seminario Bíblico Latinoamericano. Aparte de esto fundan también el Templó Bíblico frente al antiguo registro civil de la república de Costa Rica y el campamento Roble Alto uno de los centros más importantes de retiro espiritual.